# Australian Open 2005
Die 93. Australian Open fanden vom 17. bis 30. Januar 2005 in Melbourne statt.
Titelverteidiger im Einzel waren Roger Federer bei den Herren und Justine Henin-Hardenne bei den Damen. Im Herrendoppel waren dies Michaël Llodra und Fabrice Santoro und im Damendoppel Virginia Ruano Pascual und Paola Suárez. Titelverteidiger im Mixed waren Jelena Bowina und Nenad Zimonjić.

## Herreneinzel

### Setzliste
| Nr. | Spieler            | Erreichte Runde |
| --- | ------------------ | --------------- |
| 01. | Roger Federer      | Halbfinale      |
| 02. | Andy Roddick       | Halbfinale      |
| 03. | Lleyton Hewitt     | Finale          |
| 04. | Marat Safin        | Sieg            |
| 05. | Carlos Moyá        | 1. Runde        |
| 06. | Guillermo Coria    | Achtelfinale    |
| 07. | Tim Henman         | 3. Runde        |
| 08. | Andre Agassi       | Viertelfinale   |
| 09. | David Nalbandian   | Viertelfinale   |
| 10. | Gastón Gaudio      | 3. Runde        |
| 11. | Joachim Johansson  | Achtelfinale    |
| 12. | Guillermo Cañas    | Achtelfinale    |
| 13. | Tommy Robredo      | 3. Runde        |
| 14. | Sébastien Grosjean | 2. Runde        |
| 15. | Michail Juschny    | 2. Runde        |
| 16. | Tommy Haas         | 2. Runde        |

| Nr. | Spieler             | Erreichte Runde |
| --- | ------------------- | --------------- |
| 17. | Andrei Pavel        | 2. Runde        |
| 18. | Nicolás Massú       | 2. Runde        |
| 19. | Vincent Spadea      | 1. Runde        |
| 20. | Dominik Hrbatý      | Viertelfinale   |
| 21. | Nicolas Kiefer      | 1. Runde        |
| 22. | Ivan Ljubičić       | 2. Runde        |
| 23. | Fernando González   | 3. Runde        |
| 24. | Feliciano López     | 3. Runde        |
| 25. | Juan Ignacio Chela  | 3. Runde        |
| 26. | Nikolai Dawydenko   | Viertelfinale   |
| 27. | Paradorn Srichaphan | 2. Runde        |
| 28. | Mario Ančić         | 3. Runde        |
| 29. | Taylor Dent         | 3. Runde        |
| 30. | Thomas Johansson    | Achtelfinale    |
| 31. | Juan Carlos Ferrero | 3. Runde        |
| 32. | Jürgen Melzer       | 3. Runde        |

### Deutsche Spieler bei den Australian Open
- Dieter Kindlmann: Der Sonthofener kam über die Qualifikation in die erste Runde. Dort traf Kindlmann auf den ehemaligen Turniersieger Andre Agassi, gegen den er chancenlos mit 4:6, 3:6, 0:6 verlor.
- Rainer Schüttler: Der Korbacher traf in Hauptrunde eins auf den Franzosen Olivier Patience, der als Qualifikant ins Turnier gestartet war. Schüttler gewann mit 7:6, 6:3, 6:2. In der zweiten Runde wartete mit Andre Agassi, der an Position 8 gesetzt war, ein schweres Los. Nachdem bereits Landsmann Kindlmann gegen Agassi verloren hatte, unterlag auch Schüttler klar mit 3:6, 1:6, 0:6.
- Björn Phau: Der Darmstädter, der als Lucky Loser ins Hauptfeld kam, landete mit einem Sieg über den Spanier Albert Costa eine große Überraschung. Phau gewann mit 6:3, 7:6, 6:3.
- Nicolas Kiefer: Der Holzmindenener war an 21 gesetzt und traf in der ersten Runde auf den Belgier Olivier Rochus, gegen den er nach hartem Kampf überraschend mit 5:7, 6:2, 6:3, 2:6, 3:6 verlor.
- Tommy Haas: Der Hamburger war an Position 16 der bestgesetzte deutsche Spieler. Wie Kiefer traf auch er auf einen Belgier; Haas besiegte Xavier Malisse problemlos mit 6:3, 6:2, 6:3. In Runde zwei traf er auf den Slowaken Karol Beck, gegen den er überraschend in fünf Sätzen mit 7:5, 6:2, 2:6, 6:7, 3:6 unterlag, nachdem er bereits mit 2:0 Sätzen geführt hatte.
- Lars Burgsmüller: Der Mülheimer traf in der ersten Runde auf den Russen Igor Andrejew, gegen den er mit 6:7, 1:6, 2:6 deutlich verlor.
- Florian Mayer: Der Bayreuther stand gegen den US-Amerikaner James Blake vor einer schier unlösbaren Aufgabe und Mayer verlor chancenlos mit 1:6, 2:6, 0:6.
- Philipp Kohlschreiber: Der Augsburger sollte zum erfolgreichsten deutschen Turnierspieler avancieren. Zunächst traf er in Runde eins auf den Dänen Kenneth Carlsen, gegen den er überraschend klar mit 7:6, 6:2, 6:1 gewann. In der zweiten Runde musste er keinen einzige Spiel abgeben; er profitierte von der Aufgabe des Chilenen Nicolás Massú und gewann mit 6:0, 2:0. In Runde drei besiegte er den Franzosen Jean-René Lisnard mit 7:5, 6:3, 6:2 wieder überraschend klar. Als einziger deutscher Spieler im Achtelfinale traf Kohlschreiber auf den an 2 gesetzten US-Amerikaner Andy Roddick, gegen den er keine Chance hatte und mit 3:6, 6:7, 1:6 verlor.

## Dameneinzel

### Setzliste
| Nr. | Spielerin           | Erreichte Runde |
| --- | ------------------- | --------------- |
| 01. | Lindsay Davenport   | Finale          |
| 02. | Amélie Mauresmo     | Viertelfinale   |
| 03. | Anastassija Myskina | Achtelfinale    |
| 04. | Marija Scharapowa   | Halbfinale      |
| 05. | Swetlana Kusnezowa  | Viertelfinale   |
| 06. | Jelena Dementjewa   | Achtelfinale    |
| 07. | Serena Williams     | Sieg            |
| 08. | Venus Williams      | Achtelfinale    |
| 09. | Wera Swonarjowa     | 2. Runde        |
| 10. | Alicia Molik        | Viertelfinale   |
| 11. | Nadja Petrowa       | Achtelfinale    |
| 12. | Patty Schnyder      | Viertelfinale   |
| 13. | Karolina Šprem      | Achtelfinale    |
| 14. | Francesca Schiavone | 3. Runde        |
| 15. | Silvia Farina Elia  | Achtelfinale    |
| 16. | Ai Sugiyama         | 1. Runde        |

| Nr. | Spielerin          | Erreichte Runde |
| --- | ------------------ | --------------- |
| 17. | Fabiola Zuluaga    | 2. Runde        |
| 18. | Jelena Lichowzewa  | 3. Runde        |
| 19. | Nathalie Dechy     | Halbfinale      |
| 20. | Tatiana Golovin    | 2. Runde        |
| 21. | Amy Frazier        | 3. Runde        |
| 22. | Magdalena Maleewa  | 3. Runde        |
| 23. | Jelena Janković    | 2. Runde        |
| 24. | Mary Pierce        | 1. Runde        |
| 25. | Lisa Raymond       | 3. Runde        |
| 26. | Daniela Hantuchová | 3. Runde        |
| 27. | Anna Smaschnowa    | 3. Runde        |
| 28. | Shinobu Asagoe     | 2. Runde        |
| 29. | Gisela Dulko       | 2. Runde        |
| 30. | Flavia Pennetta    | 1. Runde        |
| 31. | Jelena Kostanić    | 2. Runde        |
| 32. | Iveta Benešová     | 1. Runde        |

### Deutsche Spielerinnen bei den Australian Open
- Marlene Weingärtner: Die Heidelbergerin traf in der ersten Hauptrunde auf die Italienerin Tathiana Garbin, gegen die sie in zwei knappen Sätzen mit 5:7 und 6:7 verlor.
- Anna-Lena Grönefeld: Die Nordhornerin gewann ihr Erstrundenmatch gegen die Französin Severine Beltrame klar mit 6:1, 6:3. Als einzige deutsche Tennisspielerin in Runde zwei bezwang Grönefeld die an Position 17 gesetzte Kolumbianerin Fabiola Zuluaga klar mit 6:2, 7:6. Mit der Russin Wera Duschewina hatte sie in Runde drei große Probleme und unterlag in zwei Sätzen mit 5:7 und 4:6
- Julia Schruff: Die Augsburgerin musste in Runde eins gleich gegen eine gesetzte Spielerin ran, die Nummer 15 der Setzliste, die Italienerin Silvia Farina Elia. Schruff unterlag ihr mit 3:6, 4:6.
- Anca Barna: Auch die Nürnbergerin hatte mit der Japanerin Shinobu Asagoe eine gesetzte Spielerin (28) als Erstrundengegnerin. Barna unterlag mit 4:6 und 2:6.

## Herrendoppel

### Setzliste
| Nr. | Paarung                         | Erreichte Runde |
| --- | ------------------------------- | --------------- |
| 01. | Mark Knowles Daniel Nestor      | 1. Runde        |
| 02. | Bob Bryan Mike Bryan            | Finale          |
| 03. | Mahesh Bhupathi Todd Woodbridge | Viertelfinale   |
| 04. | Jonas Björkman Maks Mirny       | Halbfinale      |
| 05. | Wayne Black Kevin Ullyett       | Sieg            |
| 06. | Michaël Llodra Fabrice Santoro  | Viertelfinale   |
| 07. | Gastón Etlis Martín Rodríguez   | 1. Runde        |
| 08. | Wayne Arthurs Paul Hanley       | 2. Runde        |

| Nr. | Paarung                        | Erreichte Runde |
| --- | ------------------------------ | --------------- |
| 09. | Cyril Suk Pavel Vízner         | 2. Runde        |
| 10. | Martin Damm Jared Palmer       | 1. Runde        |
| 11. | František Čermák Leoš Friedl   | 1. Runde        |
| 12. | Xavier Malisse Olivier Rochus  | 2. Runde        |
| 13. | Jonathan Erlich Andy Ram       | Achtelfinale    |
| 14. | Julian Knowle Petr Pála        | 1. Runde        |
| 15. | Julien Benneteau Nicolas Mahut | 2. Runde        |
| 16. | Simon Aspelin Todd Perry       | Achtelfinale    |

## Damendoppel

### Setzliste
| Nr. | Paarung                                  | Erreichte Runde |
| --- | ---------------------------------------- | --------------- |
| 01. | Virginia Ruano Pascual Paola Suárez      | Rückzug         |
| 02. | Cara Black Liezel Huber                  | 2. Runde        |
| 03. | Lisa Raymond Rennae Stubbs               | 2. Runde        |
| 04. | Conchita Martínez Virginia Ruano Pascual | 1. Runde        |
| 05. | Janette Husárová Jelena Lichowzewa       | 2. Runde        |
| 06. | Swetlana Kusnezowa Alicia Molik          | Sieg            |
| 07. | Anastassija Myskina Wera Swonarjowa      | Halbfinale      |
| 08. | Jelena Dementjewa Ai Sugiyama            | Achtelfinale    |

| Nr. | Paarung                           | Erreichte Runde |
| --- | --------------------------------- | --------------- |
| 09. | Barbara Schett Patty Schnyder     | 1. Runde        |
| 10. | Li Ting Sun Tiantian              | Achtelfinale    |
| 11. | Gisela Dulko María Vento-Kabchi   | 2. Runde        |
| 12. | Yan Zi Zheng Jie                  | 1. Runde        |
| 13. | Francesca Schiavone Roberta Vinci | 1. Runde        |
| 14. | Shinobu Asagoe Katarina Srebotnik | Achtelfinale    |
| 15. | Lindsay Davenport Corina Morariu  | Finale          |
| 16. | Eleni Daniilidou Nicole Pratt     | Viertelfinale   |

## Mixed

### Setzliste
| Nr. | Paarung                     | Erreichte Runde |
| --- | --------------------------- | --------------- |
| 01. | Rennae Stubbs Daniel Nestor | Viertelfinale   |
| 02. | Cara Black Wayne Black      | Viertelfinale   |
| 03. | Conchita Martínez Andy Ram  | Halbfinale      |
| 04. | Liezel Huber Kevin Ullyett  | Finale          |

| Nr. | Paarung                          | Erreichte Runde |
| --- | -------------------------------- | --------------- |
| 05. | Wera Swonarjowa Bob Bryan        | Viertelfinale   |
| 06. | Jelena Lichowzewa Nenad Zimonjić | Achtelfinale    |
| 07. | Martina Navratilova Maks Mirny   | Halbfinale      |
| 08. | Janette Husárová Leoš Friedl     | Achtelfinale    |

## Junioreneinzel

### Setzliste
| Nr. | Spieler        | Erreichte Runde |
| --- | -------------- | --------------- |
| 01. | Kim Sun-yong   | Finale          |
| 02. | Donald Young   | Sieg            |
| 03. | Lukáš Lacko    | Viertelfinale   |
| 04. | Robin Haase    | Halbfinale      |
| 05. | Yi Chu-huan    | 2. Runde        |
| 06. | Serhij Bubka   | Halbfinale      |
| 07. | Timothy Neilly | Viertelfinale   |
| 08. | Dušan Lojda    | Achtelfinale    |

| Nr. | Spieler              | Erreichte Runde |
| --- | -------------------- | --------------- |
| 09. | Jérémy Chardy        | 2. Runde        |
| 10. | Tim Smyczek          | 1. Runde        |
| 11. | Pavol Červenák       | Achtelfinale    |
| 12. | Oleksandr Dolhopolow | 2. Runde        |
| 13. | Thiemo de Bakker     | 2. Runde        |
| 14. | Franko Škugor        | Achtelfinale    |
| 15. | Jochen Schöttler     | Achtelfinale    |
| 16. | Martin Pedersen      | 2. Runde        |

## Juniorinneneinzel

### Setzliste
| Nr. | Spielerin          | Erreichte Runde |
| --- | ------------------ | --------------- |
| 01. | Wiktoryja Asaranka | Sieg            |
| 02. | Timea Bacsinszky   | Halbfinale      |
| 03. | Angelique Kerber   | 1. Runde        |
| 04. | Olha Sawtschuk     | Achtelfinale    |
| 05. | Chan Yung-jan      | Achtelfinale    |
| 06. | Aleksandra Wozniak | Halbfinale      |
| 07. | Monica Niculescu   | Viertelfinale   |
| 08. | Dominika Cibulková | Achtelfinale    |

| Nr. | Spielerin            | Erreichte Runde |
| --- | -------------------- | --------------- |
| 09. | Marina Eraković      | Viertelfinale   |
| 10. | Hsu Wen-hsin         | Achtelfinale    |
| 11. | Caroline Wozniacki   | Achtelfinale    |
| 12. | Ágnes Szávay         | Finale          |
| 13. | Alissa Kleibanowa    | Achtelfinale    |
| 14. | Magdaléna Rybáriková | 1. Runde        |
| 15. | Jennifer-Lee Heinser | 2. Runde        |
| 16. | Pichittra Thongdach  | 1. Runde        |

## Juniorendoppel

### Setzliste
| Nr. | Paarung                       | Erreichte Runde |
| --- | ----------------------------- | --------------- |
| 01. | Kim Sun-yong Yi Chu-huan      | Sieg            |
| 02. | Serhij Bubka Jérémy Chardy    | Achtelfinale    |
| 03. | Thiemo de Bakker Donald Young | Finale          |
| 04. | Pavol Červenák Lukáš Lacko    | 1. Runde        |

| Nr. | Paarung                           | Erreichte Runde |
| --- | --------------------------------- | --------------- |
| 05. | Timothy Neilly Tim Smyczek        | 1. Runde        |
| 06. | Dušan Lojda Jan Marek             | Achtelfinale    |
| 07. | Robin Haase Antal van der Duim    | Viertelfinale   |
| 08. | Andrea Arnaboldi Martin Killemose | Viertelfinale   |

## Juniorinnendoppel

### Setzliste
| Nr. | Paarung                               | Erreichte Runde |
| --- | ------------------------------------- | --------------- |
| 01. | Timea Bacsinszky Angelique Kerber     | Viertelfinale   |
| 02. | Wiktoryja Asaranka Marina Eraković    | Sieg            |
| 03. | Caroline Wozniacki Aleksandra Wozniak | Achtelfinale    |
| 04. | Chan Yung-jan Alissa Kleibanowa       | Viertelfinale   |

| Nr. | Paarung                                 | Erreichte Runde |
| --- | --------------------------------------- | --------------- |
| 05. | Dominika Cibulková Magdaléna Rybáriková | 1. Runde        |
| 06. | Nikola Fraňková Ágnes Szávay            | Finale          |
| 07. | Sorana Cîrstea Monica Niculescu         | Viertelfinale   |
| 08. | Hsu Wen-hsin Hwang I-hsuan              | Halbfinale      |

## Herreneinzel-Rollstuhl
Setzliste
| Nr. | Spieler         | Erreichte Runde |
| --- | --------------- | --------------- |
| 01. | David Hall      | Sieg            |
| 02. | Robin Ammerlaan | Finale          |

## Dameneinzel-Rollstuhl
Setzliste
| Nr. | Spielerin       | Erreichte Runde |
| --- | --------------- | --------------- |
| 01. | Sharon Walraven | Viertelfinale   |
| 02. | Maaike Smit     | Finale          |

## Herrendoppel-Rollstuhl
Setzliste
| Nr. | Paarung                       | Erreichte Runde |
| --- | ----------------------------- | --------------- |
| 01. | Robin Ammerlaan Martin Legner | Sieg            |
| 02. | Anthony Bonaccurso David Hall | Finale          |

## Damendoppel-Rollstuhl
Setzliste
| Nr. | Paarung                         | Erreichte Runde |
| --- | ------------------------------- | --------------- |
| 01. | Britta Siegers Sharon Walraven  | Halbfinale      |
| 02. | Florence Gravellier Maaike Smit | Sieg            |